# Allium esfandiarii
Allium esfandiarii är en amaryllisväxtart som beskrevs av Matin. Allium esfandiarii ingår i släktet lökar, och familjen amaryllisväxter.
Artens utbredningsområde är Iran. Inga underarter finns listade i Catalogue of Life.